# NGC 1445
NGC 1445 je galaksija u zviježđu Eridan.

## Vanjske poveznice
- SEDS: NGC 1445